# Morispora
Morispora is een monotypisch geslacht van roesten uit de familie Phragmidiaceae. Het bevat alleen Morispora tenella.